# Richard Jakob Petraschke
Richard Jakob Petraschke (* 26. März 1885 in Schaffhausen; † 19. November 1937 in Frankfurt am Main) war ein deutsch-schweizerischer Bildhauer, Medailleur, Maler und Restaurator.

## Leben
Petraschke war der Sohn des Fotografen Richard Petraschke. Von 1900 bis 1904 besuchte er die Kunstschule des Technikums in Winterthur, wo er das Diplom als Zeichnungslehrer erwarb. Ab 1905 wurde er im Atelier von Augusto Varnesi in Darmstadt ausgebildet, wo er bis 1913 blieb. Zusammen mit Varnesi restaurierte er unter anderem den Figurenschmuck am Altar der Michaeliskirche in Hamburg. 1913 eröffnete Petraschke seine eigene Werkstatt in Frankfurt-Bornheim, 1917 bezog er ein Wohnatelier im Schopenhauerhaus. 
Petraschke schuf vor allem Porträtbüsten und Medaillen und war als Restaurator für Frankfurter Museen tätig. Für eine Plakette des Cäcilien-Gesangvereins erhielt er 1918 einen Ersten Preis, ebenso wie für einen Entwurf eines Brunnenstandbilds für Schaffhausen 1923. 1924 heiratete er die Geigerin Margret Kauffmann aus Frankfurt. Petraschke war Mitglied im Künstlerbund, im Bildhauer-Verein Frankfurter Künstler sowie in der Frankfurter Künstlergesellschaft.

## Werke (Auswahl)
- Frauenkopf (Frankfurt, Städel)
- Brückenmedaille, 1926 (Frankfurt, zur Eröffnung des Neubaus der Alten Brücke)
- Schopenhauerbüste, 1930 / 1957 (Frankfurt, Stadt- und Universitätsbibliothek)
- Kniender Frauenakt, um 1930 (Frankfurt, Hartmannsche Villa, heute: Palmengarten)

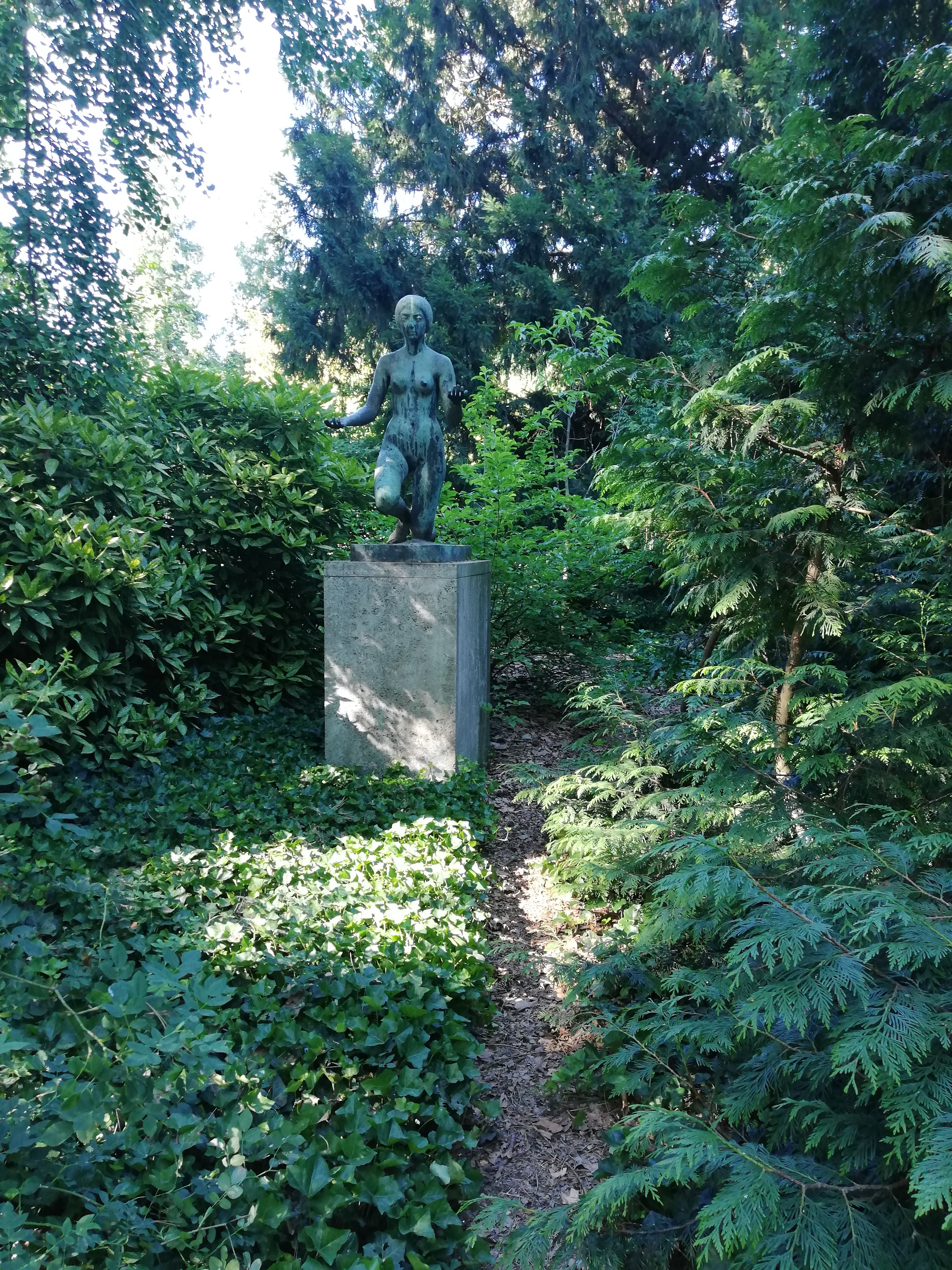
Frauenakt (Flora)

- Grabmal Emil Rath, 1935 (Frankfurt, Hauptfriedhof)
- Porträtbüste Robert Taube, um 1935 (Frankfurt, Städel)